# 全領域異常解決室
『全領域異常解決室』（ぜんりょういきいじょうかいけつしつ）は、2024年10月9日から12月18日までフジテレビ系「水曜22時枠」にて放送されたテレビドラマ。主演は藤原竜也。

## あらすじ
警視庁総務部広報課の雨野小夢は出向を命じられる。出向先へ向かう途中迷っている小夢に「あなたを届けるように頼まれた」と声をかけてくるデリバリースタッフの男性。彼についていくと、都会に存在する神社の敷地の奥にコンクリートの建物が建っていた。案内してきた男性は建物の入口の前で「全領域異常解決室（通称「全決（ゼンケツ）」）」の部屋への行き方を教える。言われたとおりに進むと、部屋の奥の黒板の前で男性が背を向けて立っていた。室長代理・興玉雅である。配属前に受けた仕事の内容の説明を再度受けるも、小夢にはやはり理解できていない様子。だが局長・宇喜之民生によると「全決の人間になれる、生まれ持っての素質がある」ため呼び寄せられたらしい。
神隠しやあやかしや狐憑きの仕業といわれ超常現象として世間を騒がす不可解な事件を、内閣官房から直接要請を受け解決に導く全決。大和朝廷時代から存続している世界最古の調査機関でもあるという。
大量の血痕と、所持品、衣類、靴、コンタクトレンズ、メガネ、髪の毛、付け爪など身につけている全てのものであろう遺留品があるが遺体は見つからない事件が約半年前から続発していた。事件が発生するたびに蛭児（ヒルコ）という名で犯行声明が出されSNSなどでも話題になり蛭児（ヒルコ）を恐れる国民と逆に崇拝する国民の割合が増えてきていることから、調査と解決が内閣官房から全決に要請される。雅と小夢は捜査一課のヒルコ専従班と合流し、捜査経験のない小夢にも初めて手錠が支給される。
8件目の現場もそれまでの7件の現場と同じ状態で遺体はなかった。しかしその後河川敷で発見された2人の遺体を見た松宮瑠偉の反応などから、事件の真相を紐解く雅。小夢に「全決に必要なものは、全領域にまたがる知識と武の心得」と教え、「わからないものをわからないまま受け入れる余裕を持ってください」と助言する。

## キャスト

### 主要人物
興玉雅（おきたま みやび）
演 - 藤原竜也
全決の室長代理。自ら雨野を同行させて事件現場に向かい、捜査を行い事件解決を行う。超常現象の造詣が深く、何も知らない雨野を「勉強不足ですね」とののしる。
後に興玉神（オキタマノカミ）の魂が人間に宿ったものであることが明かされる。人から漏れ出す善意や悪意を見定める特殊能力がある。
だが、実は興玉神は偽名であり、本当はあらゆる世界の境を守り、この世と黄泉の国をつなぐ門・黄泉戸を守る天石戸別神（アメノイワトノワケノカミ）であることが判明する。

雨野小夢（あまの こゆめ）
演 - 広瀬アリス
全決へ出向を命じられた警察官。雅のバディ。警視庁音楽隊カラーガード（通称「MEC」）出身で踊ることが大好き。
実は、全決の室長。後に「今でも私の夫ですか？」と芹田に問いかけ、自分が天宇受売命（アメノウズメノミコト）の魂が人間に宿ったものであることを自覚する。呼び出しの能力を持っており、鈴の音で対象を呼び出すことができる。
4か月前にヒルコであった直毘に襲撃されるが、自ら事戸渡しをしたことでただの人間として生きていたが、興玉の提案で総務部広報課から全決に異動することとなった。

### 全領域異常解決室
通称「全決（ゼンケツ）」。内閣府直轄の世界最古と呼ばれる捜査機関。
本来の仕事は、この世界に暮らしているやおよろずの神々の中で人知を超えた能力を持っている者が、その能力を使って起こした不可思議な事件を人間たちに気づかれないように丸く収めるものであったが、ヒルコの登場でヒルコとの戦争状態にあるという。
宇喜之民生（うきの たみお）
演 - 小日向文世
全決の局長。常に穏やかな笑みを浮かべた捉えどころのない男性で、内閣との橋渡し役として捜査要請の受諾や捜査結果の報告などを担当している。全決の一員として神隠し事件に取り組む一方、事件の端々で姿を現す謎の少女であった妃花と裏でコンタクトを取っていたり、謎の神ヒルコが言ったという「新しい神」という言葉に露骨な怒りを見せるなど謎めいた行動が多い。　
後に正体は稲荷の神として知られる宇迦之御魂神（ウカノミタマノカミ）の魂が人間に宿ったものであることが明かされ、五穀豊穣の神であるためか料理上手という一面を持つ。今回の人生の中で店を開くことを1つの夢としている。

芹田正彦（せりた まさひこ）
演 - 迫田孝也
デリバリースタッフ。全決の依頼であればなんでも運ぶ。全決の非正規雇用の準構成員。
後に猿田毘古神（サルタビコノカミ）の魂が人間に宿ったものであることが明かされる。道案内の特殊能力を持ち、目的地がどこか分からなくても依頼人の行きたい場所へ誘導することができる。

豊玉妃花（とよたま ひめか）
演 - 福本莉子
事件の現場に度々姿を現していた謎の少女。当初は小夢から彼女が謎の神ヒルコの正体ではないかと疑われていたが、実は全決メンバーの一人であり、正体は海神の娘として知られる豊玉毘売命（トヨタマビメノミコト）の魂が人間に宿ったものであることが後に判明する。物語序盤では他の全決とは別行動を取り、ヒルコを誘き出すべく事件の裏で暗躍していたが、連続自殺事件でヒルコに暗躍を勘付かれたと確信してからは小夢に素性を明かし全決と合流している。
水を自在に操る能力を持ち、同僚の芹田曰くやおよろずの神の中でも上位10位以内に入るほどの武闘派だという。

村主虎飛矢（すぐり こびや）
演 - 名村辰（第3話・第7話 - 最終話）
全決の非正規雇用の職員。通称は「コビー」。本職は小劇場を中心とした舞台俳優で、実家の「スグリ園芸店」を時折手伝っている。
常見を見張っていたスパイ企業に雇われていた男たちが古庄から情報をもらって彼女を拉致しようとしたことで、雅の依頼で芹沢とともに彼女を助け、片桐から自供を引き出すために芝居をするように提案する（第3話）。
後に薬草に詳しい医薬の神様とされる少名毘古那神（スクナビコナノカミ）の魂が人間に宿ったものであることが明かされる。

### 警視庁捜査一課 ヒルコ専従班
荒波健吾（あらなみ けんご）
演 - ユースケ・サンタマリア
警部で、班長。全決への全面的な協力を命令されているが、積極的ではない。

二宮のの子（にのみや ののこ）
演 - 成海璃子
警部補。全決を快く思っていない。

北野天馬（きたの てんま）
演 - 小宮璃央
巡査部長。荒波と二宮の部下。MEC時代の雨野を知っており、全決には比較的協力的。

### 周辺人物
直毘吉道（なおび よしみち）
演 - 柿澤勇人
内閣官房国家安全担当審議官。全決へ捜査を依頼する官僚。神の存在についても認知している。
一連の事件の黒幕であったヒルコであり、その正体は八百比丘尼と同じく人魚の肉を食べ不老不死となり飛鳥時代から生きてきた神通力を身に着けた人間、役小角。

### その他
花園伸明
演 - 中野剛
警視庁捜査一課管理官。

### 「神隠し事件」犠牲者
大守浩志〈67〉
演 - 藤岡大樹
関東医科大学理事長。ヒルコによる「神隠し事件」最初の被害者。正体はやおよろずの神の一柱である大物主神（オオモノヌシノカミ）の魂が人間に宿ったもの。

石狩愛実〈29〉
演 - 清水なな
ジュエリーデザイナー・貴金属ネット通販会社CEO。「神隠し事件」2人目の被害者。正体は伊斯許理度売命（イシコリドメノミコト）の魂が人間に宿ったもの。

健実和生〈38〉
演 - 西将輝
政治家。元格闘家。「神隠し事件」3人目の被害者。正体は建御雷神（タケミカヅチノカミ）の魂が人間に宿ったもの。

大月比呂佳（おおつき ひろか）〈51〉
演 - 田山由起
料理研究家。「神隠し事件」4人目の被害者。正体は糧食を司る大宜津比売神（オオゲツヒメノカミ）の魂が人間に宿ったものであり、頻繁に全決に出入りして食事を振る舞っており、興玉を始めとした全決メンバーとは顔見知り。またヒルコ事件専従班の荒波とは幼馴染の関係。

刀田楓真（とうだ ふうま）〈57〉
演 - ジャン・裕一
大手広告代理店「博通DK」代表取締役社長。「神隠し事件」5人目の被害者。正体は布刀玉命（フトダマノミコト）の魂が人間に宿ったもの。

### ゲスト

#### 第1話
松宮瑠偉（まつみや るい）
演 - 吉村界人
自称アイドル。元メン地下アイドルのグループ「PANBE」に所属していた。グループ解散後は1人でファンミーティングなどの活動をしたり、ファンの女性とデートをして金を貢いでもらっている。
ヒルコが見えると言っていたが、実際には模倣犯であり、妃花によって視界の空間を歪ませて見せられ、騒動を大きくすることでヒルコを誘き出そうとされていた。

松宮ひより（まつみや ひより）
演 - 志田未来
瑠偉の妻。元地下アイドル。瑠偉を裏方としてサポートするために引退している。

駿河美鶴（するが みつる）〈25〉
演 - 工藤美桜
瑠偉が3番目に遺体を発見した神隠し事件の8人目の被害者。ガールズバー経営者。瑠偉のコアファンで彼に貢いでいた。
雲母の提案を受けて雲母や樹里とともにヒルコの神隠し事件を模倣するが、瑠偉を独り占めするために犯行後に瑠偉のファンミーティングのバーベキューが行われた聖地であった河川敷で待ち合わせし、2人を相次いで殺害した。
ひよりを殺害しようとしたところを瑠偉に止められ、駆けつけた雅と小夢によって殺人未遂の現行犯で逮捕された。

落合健太郎
演 - 米村亮太朗
瑠偉が所属している芸能事務所の社長。

生駒雲母（いこま きらら）〈32〉
演 - 周本絵梨香
瑠偉が2番目に遺体を発見した神隠し事件の被害者。看護師。瑠偉のコアファンで彼と貢いでいた。
瑠偉を武道館に立たせるため、美鶴や樹里とともにルイチャンネルがバズったきっかけとなったヒルコの神隠し事件の犠牲になってそれを利用してもっとバズるように瑠偉に持ちかけた。時間をかけて十分な量の血を採血して冷蔵保存し、それを現場にぶちまけて洋服や持ち物を置いて行方をくらますことでヒルコの神隠し事件を模倣することを提案した。だが、瑠偉を独占しようとした美鶴によって樹里とともに殺害された。

相原樹里（あいはら じゅり）〈26〉
演 - 大寺悠陽
瑠偉が1番目に遺体を発見した神隠し事件の被害者。化粧品通販サイトを運営する経営者。瑠偉のコアファンで貢いでいた。
瑠偉を独占しようとした美鶴によって雲母とともに殺害された。

MC、コメンテーター
演 - 三溝浩二（第4話・第5話・第8話・最終話）、谷藤太（第5話・第8話）
テレビ番組で神隠し事件について話す司会者とコメンテーター。

PANBE
演 - 本人
瑠偉が所属していた地下アイドルグループ。

アナウンサー
声 - 木村拓也（フジテレビアナウンサー、第2話）、小山内鈴奈（フジテレビアナウンサー、第2話）
神隠し事件を報道するニュースキャスター。

#### 第2話
山杉幹夫（やますぎ みきお）
演 - 林泰文（第6話）
度々集団失神事件が起こっている名門進学校である葛乃葉女子高等学校の生物教師。生物部顧問。
剣持と白石の異変に気付き、2人がメイドカフェでバイトしていることを突き止め、メイドカフェに行って相談に乗ろうとしたが、2人が盗撮のことを話せず、白石が飛び降り自殺した。その後、剣持から真相を聞いて池神を呼び出して警告するが、池神が剣持を脅そうとした際に剣持が彼を誤って死なせてしまったことを知り、彼女の罪を被るために池神の遺体を剣持が壊した祠があった場所へと埋めた。
死体遺棄の罪で学校も退職するが、情状酌量がつくという。

剣持日向（けんもち ひなた）
演 - 清乃あさ姫
葛乃葉女子高等学校の3年生。現生徒会長で2か月前は副会長だった。実家は裕福ではないが、特待生として入学して授業料を免除してもらっている。
池神を殺したことを自供したが、情状酌量がつき、保護観察処分となった。

阿部（あべ）
演 - 黒沢あすか
葛乃葉女子高等学校 校長。

池神春来（いけがみ はるき）
演 - 中尾暢樹
葛乃葉女子高等学校の歴史教師で生徒会顧問。1か月前に失踪している。「イケメン先生」と呼ばれ生徒に人気があった。
剣持と白石がメイドカフェでバイトしていることを知って2人を脅して盗撮を命じてそれをネットで売り、稼いでいた。だが、剣持から相談を受けていた山杉が警告をしたことで、剣持に山杉が盗撮をしていると口裏を合わせるように脅すが、彼女ともみ合いになった際に倒れて後頭部を祠のキツネの置物に打ちつけたことで亡くなる。

白石一香（しらいし いちか）
演 - 井上音生
葛乃葉女子高等学校の元生徒会長で生物部部長。2か月前に校舎の屋上から飛び降り自殺している。剣持とは同じ生物部で親友だった。

教師
演 - 本多摂、松沢有紗
葛乃葉女子高等学校の教師。

生徒
演 - 夏生ひまり
小夢と親しくなる葛乃葉女子高等学校のダンス部生徒。

ダンス部員
演 - 世田谷総合高校ダンス部
小夢と一緒にきつねダンスを踊る葛乃葉女子高等学校のダンス部員。

#### 第3話
常見真紀（つねみ まき）
演 - 山口紗弥加
4年前まで国立先端技術産業機構で真鍋のタイムホール研究の主任研究員だった。しかし、研究データを捏造していたことが発覚して解雇され、謝罪会見の直後に姿を消している。

片桐凛太朗（かたぎり りんたろう）
演 - 森下能幸
国立先端技術産業機構の現室長。
実は4年前、爆破装置を小型機に仕掛けて真鍋を殺害していた。

真鍋哲（まなべ てつ）
演 - 神保悟志
国立先端技術産業機構の研究者。重力理論の世界的権威でタイムホール研究の第一人者。4年前、常見の謝罪会見の1か月後に乗っていた小型飛行機ごと失踪している。4年後の現在に高層マンション10階近辺から、彼の白骨化した左足が小型飛行機の一部と共に落下してくる。それは実は豊玉妃花の仕業であることが後にわかる。

古庄時実（ふるしょう ときみ）
演 - 山田キヌヲ
国立先端技術産業機構の研究員。常見と仲が良かった。
だが実は常見の才能に嫉妬しており、彼女が体を使って真鍋に取り入っていることに怒り、嘘の情報をマスコミにリークしていた。また、真鍋に出資していた企業に雇われて情報を売っていた。マスコミに偽情報をリークしていたことを知った片桐に問い詰められるが、彼が真鍋の乗っていた小型機に爆破装置を仕掛けていたことをネタに彼を脅そうとし、逆に彼に撲殺される。

母親
演 - 高田衿奈、山口知紗、名取えりか
高層マンション下の庭園で子どもを遊ばせている母親たち。

ハウスメイド
演 - 柚木律
常見が雇っている家政婦。

男性
演 - 高田紋吉、松藤拓也
スパイ企業に雇われ、常見を拉致しようとした男たち。

子ども
演 - 木下瑛太
高層マンション下の庭園で遊んでいた子ども。空から落ちて来た靴の中から白骨化した左足を発見する。

#### 第4話
柘植朝日（つげ あさひ）
演 - 橋本マナミ
香取吉信の事実婚の妻。元モデルでテレビのコメンテーターもしている。「Soleil Levant Planners」経営者。

香取吉信（かとり よしのぶ）〈41〉
演 - 吉田宗洋
連続自殺事件の4人目の被害者。宇宙開発事業を手掛ける会社「香取宇宙技術開発」社長。経済産業省諮問委員。
マイカを愛しており、朝日からのDVを怖がり、今の生活を捨ててマイカの母国に逃げる計画を立てていた。だが、オフィスの引き出しに入っていた朝日からの「あとで話しましょう」というメッセージを見たことで飛び降り自殺した。

マイカ・バーナル
演 - メラニー
パンのキッチンカー店主。環境破壊につながるパーム油に代わる代用油の研究のため学生として来日。現在は手作りオーガニックパンのキッチンカーを大手町で出店している。
組織に雇われ、薬物が入ったパケをポイントカードに挟んで客に渡していた。2年前、パン屋を開くための資金を貯めるためにバーでバイトしており、そこで戸塚と知り合い、キッチンカーを出店した。

警備員
演 - 小高三良
香取が飛び降りたビル管理室の警備員。

秋葉明彦（あきば あきひこ）〈40〉
演 - 新田健太（第3話）
連続自殺事件被害者。東南アジア地域の開発を担当していた大手デベロッパー「海友地所ホールディングス」社員。

星健（ほし たける）〈38〉
演 - 竹邑貴司
連続自殺事件被害者。半導体開発企業「INSITU」のシニアエンジニア。

戸塚茂（とつか しげる）
演 - 若林秀敏
連続自殺事件の5人目の被害者。三葉銀行本店融資担当部長。
2年前にバーでマイカと知り合い、大学の後輩たちと5人で出資して店を開く。半グレ組織と組んで丸の内の会員制クラブ「ヴェリタス」で違法薬物の取引を拡大していたが、組対が動いていることに気付き、マイカの店を利用して彼女にコカインの販売を手伝わせていた。
違法薬物による自殺と見られていたが、ヒルコの仕業で妃花が用意したオーガニックパンに含まれていた麦角アルカロイドによる中毒と違法薬物による幻覚症状が重なった結果、飛び降り自殺した。

寺井厚徳（てらい あつのり）〈39〉
演 - 伊木輔
連続自殺事件被害者。レアメタルを扱っていた双葉商事の商社マン。

組対捜査員
演 - 幸将司、西尾浩行
ヒルコ専従班会議で発言する。

監察医
演 - 小野田せっかく
東京都監察医務院で戸塚の行政解剖を担当。

リポーター
演 - 福山知沙（最終話）
ヒルコは、「相次ぐ飛び降りは堕落したビジネスマンたちへの天罰であり、縊鬼という妖怪に取りつかせることで自殺に追い込んだ」と主張しているとリポートする。

アナウンサー
演 - 細谷美友（第5話）
柘植が出演したテレビの朝の情報番組『カットイン！』のアナウンサー。

アナウンサー
演 - 長島瑞穂（第5話）、阿江保智（第5話・第7話）
連続自殺事件を報道するアナウンサー。

遺族
演 - 吉澤実里
戸塚の遺族。

秘書
演 - 渡辺実希
柘植の秘書。

巫女
演 - 児玉せりか
人形町の豊玉神社の巫女。

男性
演 - 仁木紘、今村サバキ、常光博武
マイカを拉致誘拐しようと組織が送り込んだ実行犯。

#### 第5話
生嶋未智（いきしま みち）
演 - 星野真里
セントラル薬局の薬剤師。爆発物が仕掛けられたスタジアムに現れ、爆発物付近にいた少女を庇って負傷する。爆発物の場所を知っていたことから当初は容疑者と思われるが、自分には千里眼があり危険を予知した、と告白する。
事件解決後、未琴が再び狙われる危険があるため内閣情報調査室の保護を受け入れ、未琴とともに別の土地で暮らすことを決める。

生嶋未琴（いきしま みこと）
演 - 諸林めい
未智の小学1年生の娘。
実は千里眼（予知能力）を持つ市寸島比売命（イチキシマヒメノミコト）の魂が人間に宿ったもの。

三木本峻（みきもと しゅん）
演 - 菅原卓磨
機動隊の爆発物処理班。
実はヒルコの狂った思想に取りつかれた熱狂的な支持者で、同じ支持者の林や下平とともにヒルコの指示を受けて未智に近づき、生嶋親子を監視しながら連続爆破未遂事件を起こしていた。そして未琴が千里眼の能力者だとわかり、彼女をこの世から消そうとする。林や下平とともに未琴を誘拐しようとするが妃花によって阻止され、興玉らによって神に関する記憶を消された後、逮捕される。

林友則（はやし とものり）
演 - 浦上晟周
未琴の学校の副担任。

下平光（しもだいら ひかる）
演 - 池田良
未智の友人。本人曰く未智とは交際中。

女性
演 - 工藤時子
孫とはぐれ、三木本に孫を見ていないかと話しかける女性。

薬剤師
演 - 金子ゆい、長田涼子
未智の同僚。

医師、新島
演 - 高田健一、伊佐美紀
府中のスタジアムで負傷した未智を治療する医師と看護師。

女の子
演 - 永井花奈
爆弾が仕掛けられたスタジアムで祖母とはぐれて泣いていた女の子。未智に助けられる。

アリッサJ
演 - 小林妃沙貴
爆弾が仕掛けられた会場でイベントを行っていたタレント。

#### 第6話
大隈邦男
演 - 吉田鋼太郎（90年前の姿：米村拓彰）
大隈美容クリニック院長。大国主神（オオクニヌシノカミ）の魂が人間に宿ったもので、病やケガを治す病気平癒の能力がある。

八代路子
演 - 原日出子
邦男の以前のパートナー。
邦男が余命宣告を受けたあと、ヒルコからメールと犬神の毛が送られ、真澄に人魚の肉を渡して本性を現させ、サプリメントを渡された美容系インフルエンサーに犬神の毛を付けることで突発的な過食を起こさせていた。

犬塚真澄（いぬづか ますみ）
演 - 関めぐみ
美容家。邦男の前世の恋人にそっくりの女性で、現在のパートナー。その正体は八百比丘尼（ヤオビクニ）であり不老不死となって何百年も生きている人間、邦男の前世の恋人と同一人物。
邦男が余命宣告を受けると、不老不死の研究をするようになり、全国から人魚の剥製を取り寄せサプリメントに混ぜ、美容系インフルエンサーたちを使って治験をしていた。
事件解決後、取調室にて興玉より彼女が八百比丘尼であることを見破られ認めることとなる。90年前に再会を約束し亡くなった伴侶は、大国主神の魂が宿った人間だったことを興玉より伝えられる。また、現在は邦男として生まれ変わり、邦男も大国主神として90年前のことを記憶しており、実は再会していたことを明かされた。その後、興玉によって神に関する記憶を消されることになるが、必ずまた大国主神と再会することを誓うのであった。

藤井優希〈36〉
演 - 平塚千瑛
「美の女神」と崇められていたフォロワー200万人の美容系インフルエンサーで過食窒息事件の5人目の被害者。突発的な過食になり食べた物を喉に詰まらせて窒息死する。

藤井優希の夫
演 - 増田雄二
発見されたサプリメントについて美肌用のサプリメントだと妻は言っていたと話す。

アナウンサー
演 - 内田嶺衣奈（フジテレビアナウンサー）、渡辺和洋（フジテレビアナウンサー）
美容系の有名インフルエンサーたちの突発的な過食による窒息は犬神の呪いであると主張するヒルコの声明を伝える。

男たち
演 - 近藤哲也、西岡竜吾、名和龍、久獅
犬塚を探しに来た興玉たちを拘束する男たち。人魚の剥製の窃盗団。

山下唯花〈38〉、島田さくら〈30〉、山ノ内エマ〈26〉、大松夕香〈22〉
演 - 楠本千奈、森田亜沙美、紫音琉花、相沢菜月
美容系インフルエンサーで過食窒息事件の被害者。

#### 第7話
佃未世（つくだ みよ）〈48〉
演 - 石田ひかり（第8話）
スナック「Night Moon」のオーナーママ。月読命（ツクヨミノミコト）の魂が人間に宿ったもの。月明かりの下に対象を置くことで、時間を操ることができる能力を持つ。
実は恵真が炎上動画の主だと偽情報を流した4人を、自身の能力で餓死させていた。ヒルコであった寿と協力し、天石戸別神が興玉であることを知り、その事を寿に教える。その見返りに最初に恵真に関するガセネタをネットに流した張本人が亘来であることを教えてもらう。そして彼を餓死させようとするが、返り討ちにあい胸部をナイフで刺される。その後、興玉たちが駆けつけるも、自ら事戸渡しをして消滅する。

寿正（ことぶき ただし）
演 - 野間口徹（第8話 - 最終話）
テミスホールディングス CEO。国家安全保障会議のIT部門メンバー。
過食窒息事件の際に大隈美容クリニックから押収された人魚のミイラを警察から1体持ち出し、未世の能力でミイラを蘇らせて不老不死の薬を作り、神の総入れ替え=修理固成を目論む。

受付
演 - 仁科咲姫
大手広告代理店「博通DK」の受付嬢。

MEC隊員
演 - 吉川みなみ、夏井涼帆
小夢のMEC時代の同僚。

アナウンサー
演 - 堤礼実（フジテレビアナウンサー）
神隠し事件を伝えるテレビのニュースアナウンサー。

#### 第8話
遥香
演 - 宍戸美和公
Night Moonのチーママ。手相を見ることができ、興玉らの手相を見て「神様みたいな手だ」、と言う。

高橋亘来（たかはし かんき）〈29〉
演 - 水石亜飛夢（第9話）
「スペード不動産」社員。炎上動画の犯人は恵真だ、と最初に嘘の書き込みをした人物。
未世から連続餓死事件の5人目のターゲットとして狙われるも、事前に寿から連絡を受けていたため、正当防衛として未世の胸部をナイフで刺して難を逃れる。その後、弁護士を伴って警察に出頭する。

佃恵真（つくだ えま）〈享年24〉
演 - 太田夢莉（幼少期：坪井美綺）
未世の1人娘。大学卒業後、公認会計士を目指して勉強しながら六本木のラウンジでラウンジ嬢としてバイトしていた。あるラウンジ嬢が同伴の男と高級鉄板焼き店でバカ騒ぎしている動画がネットで炎上し、そのラウンジ嬢が恵真だと偽情報がネット上で広まる。そのせいで嫌がらせを受け、自宅で首を吊って自殺している。

福原将司〈40〉
演 - 渡辺隆二郎
会社員。連続餓死殺人事件の4人目の被害者。

ラウンジ嬢、同伴の男
演 - 杉浦しづき、つるぎや哲也
高級鉄板焼き店でバカ騒ぎをしていた動画が拡散され炎上した。

アナウンサー
声 - 山本賢太（フジテレビアナウンサー）
連続餓死殺人事件を報道するテレビのニュースアナウンサー。

#### 第9話
古戸沼人志（ことぬま ひとし）
演 - 草野イニ（最終話）
人の体や髪の毛に触れることで別人に変身できる能力を持つ一言主神（ヒトコトヌシノカミ）の魂が人間に宿ったもの。興玉の指示で直毘に変身して荒波に接触する。

佐野昭雄
演 - 岡安泰樹
速雄の父。アルコール依存症で、息子の速雄を虐待している。

佐野速雄（さの はやお）
演 - 岩川晴
小学生の男子。治癒能力を持つ建速須佐之男命（タケハヤスサノオノミコト）の魂が人間に宿ったもの。父親から虐待を受けていたが、後に近所の人間からの通報により、施設での生活を始めたことが最終話にて明かされている。
- 竹田茂生、越川みつお[87]

#### 最終話
日野克己（ひの かつみ）
演 - 溝端淳平
全決京都本部 室長。火之迦具土神（ヒノカグツチノカミ）の魂が人間に宿ったもの。

大和田光男（おおわだ みつお）
演 - 真壁刀義
全決京都本部の戦闘要員。豊玉毘売命の父神である大綿津見神（オオワタツミノカミ）の魂が人間に宿ったもの。

男性
演 - たんぽぽおさむ
ヒルコに呪符を貼られ、体を乗っ取られた状態で寿の元に現れた男。

三上
演 - 山根理輝
捜査本部でカッターナイフで自殺を図ろうとする刑事。

参加者
演 - 阿部遼哉、宮島三郎
寿が招集したヒルコ支持者集会の参加者。活動に協力し、大金を出資していたという。

中学生
演 - 吉沢凛音
寿の元に呪符で体を乗っ取り初めて現れたヒルコに乗っ取られた少女。

アナウンサー
演 - 波多江良一
SNSアプリを運営するテミスHDに強制捜査が入ったニュースを伝える。

アナウンサー
声 - 石井しおり
政府は緊急会見を開き、連続大量自殺はSNSアプリから発生する高周波が原因とのニュースを伝える。

## スタッフ
- 脚本 - 黒岩勉[1]
- 音楽 - 小西遼
- オープニングテーマ - 清水美依紗「TipTap」（ユニバーサル ミュージック）[96]
- エンディングテーマ - TOMOO「エンドレス」（IRORI Records / PONY CANYON inc.）[96]
- 神話監修 - 平藤喜久子
- 警察監修 - 大澤良州、石坂隆昌
- 科学監修 - 竹内薫
- アニメーション - 西山英二朗
- アクションコーディネート - 根本太樹（ATT）
- プロデュース - 成河広明、大野公紀[1]
- 演出 - 石川淳一[1]、松山博昭、根本和政、都築淳一
- 制作協力 - 共同テレビ[1]
- 制作著作 - フジテレビ[1]

## 放送日程
| 各話                                                                        | 放送日   | サブタイトル                                | ラテ欄                                                      | 演出     | 視聴率 |
| --------------------------------------------------------------------------- | -------- | ------------------------------------------- | ----------------------------------------------------------- | -------- | ------ |
| 第1話                                                                       | 10月09日 | シャドーマンと神隠し事件                    | 遺体なき連続殺人! カミカクシの謎に迫れ 超常現象の捜査官     | 石川淳一 | 6.5%   |
| 第2話                                                                       | 10月16日 | ほこら破壊! キツネツキ                      | 名門高校で集団失神 学校襲うキツネツキ                       | 根本和政 | 4.5%   |
| 第3話                                                                       | 10月23日 | 空から足が降ってきた! 時空を超えた殺人事件  | 空から足が降る…!! タイムホール殺人                          | 松山博昭 | 4.9%   |
| 第4話                                                                       | 10月30日 | 原因は縊鬼!? 大手町連続エリート飛び降り事件 | 大手町エリートが… 連続飛び降り怪事件                        | 根本和政 | 5.2%   |
| 第5話                                                                       | 11月06日 | 連続爆破! 首都大パニック! 千里眼VS爆弾魔    | 首都爆破大パニック 千里眼VS.爆弾魔                          | 石川淳一 | 5.4%   |
| 第6話                                                                       | 11月13日 | 神VS神 全面戦争! ここですべてがつながった   | 神VS.神の全面戦争! 日本神話×現代事件                        | 松山博昭 | 5.2%   |
| 第7話                                                                       | 11月20日 | 犯人は神か人間か!? そして、新たなる神登場!  | 全てはここから始まった… 夜の月の神                          | 都築淳一 | 5.2%   |
| 第8話                                                                       | 11月27日 | 人間の罪×神の暴走 犯したタブー              | 神の罪×人間の罪! 許されざるタブー                           | 根本和政 | 5.1%   |
| 第9話                                                                       | 12月11日 | 最重要神、命の危機!救世主は荒ぶる神スサノオ | 2週間ぶりの全決! お待たせ致しました                         | 松山博昭 | 4.7%   |
| 最終話                                                                      | 12月18日 | その答えは、神のみぞ知る―悠久の時を超えた絆 | 答えは神のみぞ知る 悠久の時を超えた絆! ラストですべてが覆る | 石川淳一 | 5.3%   |
| 平均視聴率 5.2%（視聴率はビデオリサーチ調べ、関東地区・世帯・リアルタイム） |          |                                             |                                                             |          |        |

- 初回は22時 - 23時9分の15分拡大放送。
- 12月4日は『2024 FNS歌謡祭 第1夜』（18:30 - 23:28）放送のため休止。

## 映画
『劇場版「全領域異常解決室」』は、2026年に公開予定の日本映画。監督は石川淳一、主演は藤原竜也。

### キャスト
- 興玉雅 - 藤原竜也
- 雨野小夢 - 広瀬アリス

### スタッフ
- 監督 - 石川淳一
- 脚本 - 黒岩勉
- プロデューサー - 成河広明
- 配給 - 東宝